# Pigadia
Pigadia (in greco Πηγάδια?, cioè "pozzo"), è il capoluogo del comune della Grecia e parte della periferia dell'Egeo Meridionale (unità periferica Scarpanto), al censimento 2001 contava 2.077 abitanti, mentre l'intero comune ne contava 6.565.
Situata sul lato sud-orientale dell'isola di Scarpanto, è sorta nello stesso luogo dell'antica città Poseidio.
Il territorio comunale comprende sia l'isola di Scarpanto, che l'isola di Saria.

## Località
A seguito della riforma amministrativa detta programma Callicrate, in vigore dal gennaio 2011, che ha abolito le prefetture e accorpato numerosi comuni, Pigadia comprende anche l'ex comune di Olimpo.